# Onthophagus sakaeratensis
Onthophagus sakaeratensis es una especie de insecto del género Onthophagus, familia Scarabaeidae, orden Coleoptera.

Fue descrita científicamente por Masumoto, Hanboonsong & Ochi en 2002.